# Odostomia barkleyensis
Odostomia barkleyensis is een slakkensoort uit de familie van de Pyramidellidae. De wetenschappelijke naam van de soort is voor het eerst geldig gepubliceerd in 1910 door Dall & Bartsch.